# نهاية العالم (فلم 2013)
نهاية العالم (بالإنجليزية: The World's End) هو فيلم كوميديا وخيال علمي بريطاني 2013 من إخراج إدغار رايت وتأليف رايت وسايمون بيج ومن بطولة سايمون بيج ونيك فروست وبادي كونسيدين ومارتن فريمان وإدي مارسان وروزاموند بايك وبيرس بروسنان. الفيلم هو الثالث ضمن ثلاثية Three Flavours Cornetto trilogy، سبقه Shaun of the Dead في 2004 وHot Fuzz في 2007. الفيلم يتبع مجموعة من الأصدقاء الذين يكتشفون غزو فضائي في بلدتهم.
صدر الفيلم في المملكة المتحدة في 19 يوليو/تموز 2013 وفي الولايات المتحدة في 23 أغسطس/آب 2013. تلقى الفيلم مراجعات إيجابية جداً من النقاد، حيث جائت نسبة 90% من المراجعات إيجابية على موقع الطماطم الفاسدة بناءً على 183 مراجعة مع متوسط تقيم 10/7.4. على ميتاكريتيك يحمل تقييم 100/81، مبيناً «إشادة عالمية» من 41 ناقد.

## روابط خارجية
- الموقع الرسمي
- مقالات تستعمل روابط فنية بلا صلة مع ويكي بيانات